# Kalamazoo
Kalamazoo ist die größte Stadt in der südwestlichen Region des US-Bundesstaates Michigan. Die Stadt hat 73.598 Einwohner (Stand: Volkszählung 2020) und ist Verwaltungssitz des Kalamazoo County. Gemeinsam mit der Stadt Portage bildet sie die Metropolregion Kalamazoo-Portage.

## Name und Lage
Der Name der Stadt leitet sich vom nahegelegenen Kalamazoo River ab, der in den Lake Michigan mündet. Bis heute ist jedoch ungeklärt, woher der Fluss selbst seinen Namen hat; es wird jedoch vermutet, dass er sich aus der Sprache der Potawatomi oder Ottawa ableitet, welche die Region vor den europäischen Siedlern bewohnten. Der größte Teil der Stadt liegt am südwestlichen Flussufer in einer Schleife, ein kleiner Teil (ca. 7,3 km²) am gegenüberliegenden Ufer. Nach Angaben des US-Zensusbüros hat die Stadt eine Grundfläche von 65,03 km².
Die Merkwürdigkeit dieses Namens, zumal für angloamerikanische Ohren, hat dazu beigetragen, dass er in der amerikanischen Volkskultur im übertragenen Sinn Ausdruck für exotische Orte oder Plätze geworden ist. Die in den USA allgemein gebräuchliche Redewendung „from Timbuktu to Kalamazoo“ entspricht im Deutschen sinngemäß etwa: „von Weiß-der-Kuckuck nach Hab-ich-vergessen“. Viele Musikstücke nehmen auch deshalb scheinbar Bezug auf den Namen der Stadt, die Texte meinen in Wirklichkeit aber ein „Irgendwo“, wie direkt in „I’ve Been Everywhere“ von Geoff Mack.
Ebenfalls ist ein Gitarrenmodell der Firma Gibson Guitar Corporation nach der Stadt benannt worden, in der das heutige Unternehmen seinen Ursprung hat. Im Song „Down on the corner“ von Creedence Clearwater Revival wird ebenfalls auf die Stadt Bezug genommen.
Heutzutage werden in Kalamazoo T-Shirts mit dem Aufdruck „Yes, there really is a Kalamazoo“ („Ja, Kalamazoo gibt es wirklich“) verkauft.

## Geschichte
Das heutige Stadtgebiet gehörte ursprünglich zum Heimatland der Hopewell-Kultur. Von dieser Besiedlung zeugt heute noch ein Mound im Bronson Park. Die Hopewell-Zivilisation begann sich bereits im 8. Jahrhundert aufzulösen; zu der Zeit, als die ersten europäischen Siedler in der Region eintrafen, lebten dort Potawatomi-Indianer. Gegen Ende des 18. und Beginn des 19. Jahrhunderts hielten sich häufiger Händler in der Region auf, und ab etwa 1820 bestand dort ein regulärer Handelsposten. Während des Krieges von 1812 eröffneten die Briten dort eine Schmiede und ein Gefangenenlager.
Das Übereinkommen von Chicago aus dem Jahr 1821 legte fest, dass das gesamte Gebiet südlich des Grand River zu den Vereinigten Staaten gehören sollte. Das Gebiet um Kalamazoo war jedoch zunächst für das Volk des Potawatomi-Häuptlings Match-E-Be-Nash-She-Wish reserviert, bis es 1827 schließlich ebenfalls an die USA fiel. Im Jahr 1829 baute Titus Bronson schließlich als erster weißer Siedler eine Hütte auf dem heutigen Stadtgebiet. Bronson benannte die Stadt zunächst nach sich selbst. Nachdem er jedoch im Jahre 1836 des Diebstahls eines Kirschbaums für schuldig befunden worden war, wurde sie in Kalamazoo umgetauft. Dennoch sind heute sowohl ein Park als auch ein Krankenhaus nach dem Stadtgründer benannt.
Im Jahre 1838 wurde Kalamazoo als Dorf eingetragen, ab 1893 als Stadt geführt.
Am 27. August 1856 sprach Abraham Lincoln während eines Parteitages der neu gegründeten Republikanischen Partei im Bronson Park, um die Kandidatur von John C. Frémont als US-Präsident und erstem republikanischen Kandidaten zu unterstützen; es war Lincolns einziger öffentlicher Auftritt in Michigan.
1959 entstand mit der Kalamazoo Mall die erste Fußgängerzone der USA, indem ein Abschnitt der Burdick Street für Autos gesperrt wurde. Entworfen hatte die Einkaufszone Victor Gruen.
Ein Tornado der Kategorie F3 traf Kalamazoo am 13. Mai 1980.

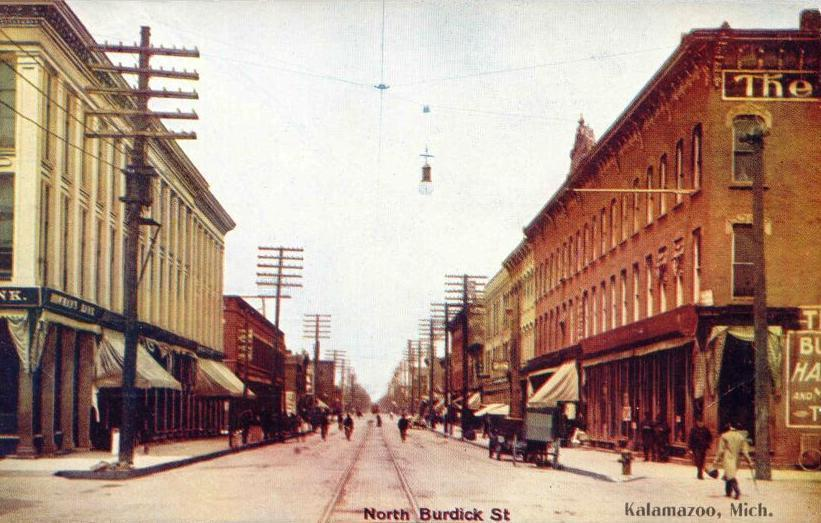
North Burdick St. 1908
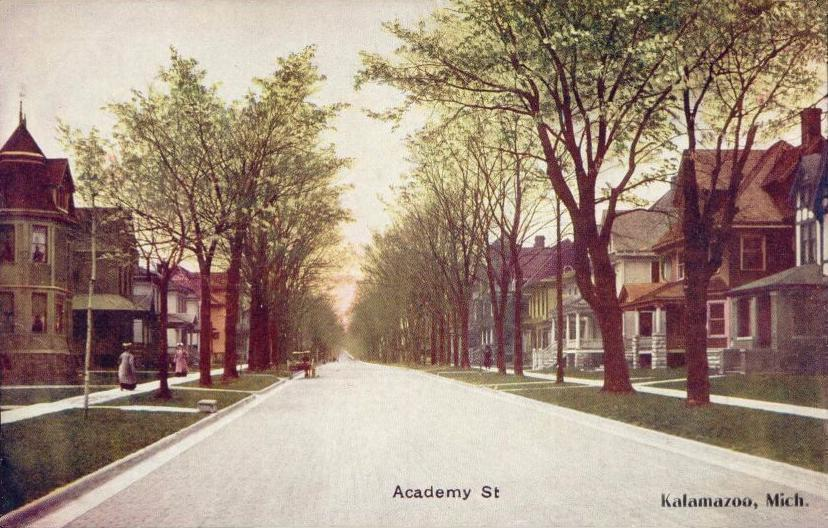
Academy St. 1908
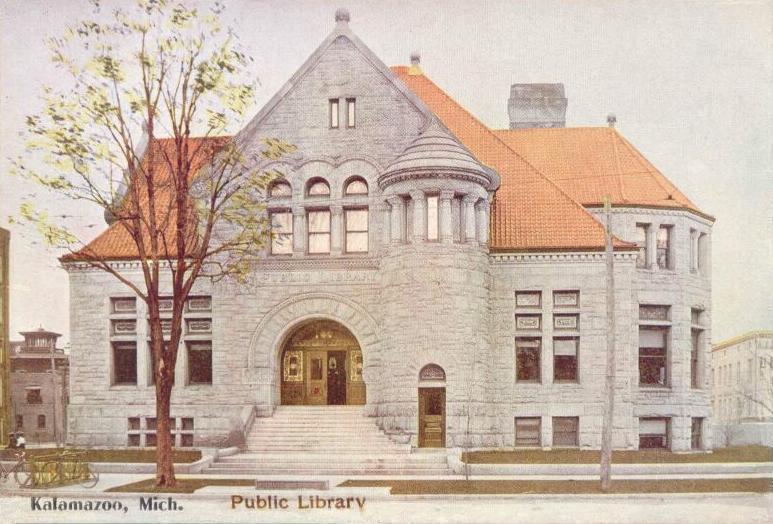
Öfftl. Bücherei 1908
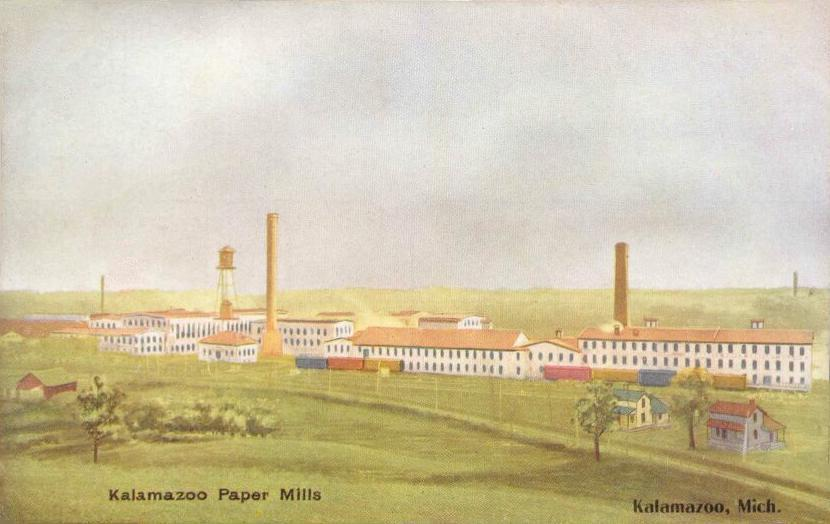
Papiermühlen 1908

Im Februar 2016 tötete ein Amokläufer sechs Menschen.

## Wirtschaft und Infrastruktur

### Verkehr
Kalamazoo liegt an der Autobahn Interstate 94, dem U.S. Highway 131 sowie den Michigan Highways M-43 und M-96.
Kalamazoo hat einen Fernbahnhof. Die Bahngesellschaft Amtrak verbindet Kalamazoo nonstop unter anderem mit Ann Arbor, Chicago, Detroit und Holland.
Per Greyhound ist die Stadt ans nationale Überlandbussystem angebunden. Es bestehen Direktverbindungen unter anderem in den Norden von Michigan (Grand Rapids, Petoskey, Traverse City, St. Ignace).
Am südlichen Ende der Stadt befindet sich der Kalamazoo/Battle Creek International Airport. American Airlines, Delta und United Airlines fliegen von hier aus Ziele im Mittleren Westen an, derzeit Chicago, Detroit und Minneapolis.
In der Stadt gibt es ein von der Kalamazoo Metro Transit bereitgestelltes Stadtbusnetz. 19 Routen verbinden alle Stadtteile von Kalamazoo und Portage mit der Innenstadt von Kalamazoo.

### Bildung
In Kalamazoo befinden sich die Western Michigan University und das Kalamazoo College. Letzteres ist eine der ältesten Schulen Michigans und gilt als Vorreiter auf dem Gebiet der Koedukation. Im Jahr 2005 erreichte es den ersten Platz bei der Rekrutierung für das Friedenscorps.
Weiterhin gibt es das Kalamazoo Valley Community College und die Davenport University. Bis 1992 bestand zudem das Nazareth College.

### Religion
Kalamazoo ist Sitz des Bistums Kalamazoo.

### Unternehmen
Kalamazoo war lange als „Papier-Stadt“ bekannt, denn die Papierherstellung war von den 1860er Jahren bis Mitte des 20. Jahrhunderts die führende Industrie in Kalamazoo. Kalamazoo verfügte über Zugang zu den Wäldern Michigans, Flusswasser, mehrere Papiermacher, die das Kalamazoo Valley zu einem der weltweit bekanntesten Zentren für Papierherstellung machten, sowie einen konstanten Zuzug von Einwanderern als Arbeitskräfte. Es entstanden riesige Unternehmen wie die Kalamazoo Paper Company (1867), die Bryant Paper Company (1895) und die King Paper Company (1901). In den umliegenden Orten entstanden zahlreiche Papiermühlen und neue Orte wie Parchment entstanden um eine Papiermühle herum. 1954 erbrachte die Papierindustrie ein Drittel des Umsatzes aller Unternehmen in Kalamazoo. Seit den 1970er Jahren ging die Papierindustrie in Kalamazoo kontinuierlich zurück. Fast alle Papierhersteller mussten schließen, die Fabriken wurden abgerissen. Einziges Überbleibsel ist der weltweit einzige Lehrstuhl Papier-Ingenieurwesen an der Western Michigan University in Kalamazoo.
Anfang des 20. Jahrhunderts gab es einige Automobil-Hersteller in Kalamazoo, darunter Barley, Blood Brothers Auto, Burtt, Handley, Michigan Automobile Company und die Checker Motors Corporation. Checker war Hersteller der berühmten gelben Checker Cab-Taxis (mit den schwarz-weiß-karierten Streifen), produzierte aber auch Metallteile für Autohersteller, vor allem für General Motors. Die Firma ging 2009 in Konkurs.
Heute sind die größten Arbeitgeber: Pfizer, Bronson Hospital, die National City Bank, die Western Michigan University, Borgess Health Alliance, Meijer, die Public Schools von Kalamazoo und dem benachbarten Portage, die Stryker Corporation und das Kalamazoo Valley Community College.
Das Unternehmen Stryker Corporation hat unter anderem seinen Firmensitz in der Stadt.
Das ehemals dort existierende Pharmazieunternehmen The Upjohn Company wurde 1985 zunächst mit der schwedischen Pharmacia verschmolzen und 2002 schließlich von Pfizer übernommen. Im Jahre 1932 ging aus dem Unternehmen das heute noch bestehende W. E. Upjohn-Institut für Arbeitsforschung (W. E. Upjohn Institute for Employment Research) hervor.
In Kalamazoo wurde einer der heute weltgrößten Hersteller für Gitarren, die Gibson Guitar Corporation, gegründet. Als die Firma 1985 nach Nashville, Tennessee, verlegt wurde, führten einige ehemalige Mitarbeiter im alten Gibson-Werk die Produktion in Handarbeit unter dem Namen Heritage Guitar fort. Die Produkte erfreuen sich unter Gitarristen großer Beliebtheit.

#### Brauereien
Es gibt rund ein Dutzend Brauereien. Die mit Abstand größte Brauerei ist Bell's Brewery, die 1983 als „Kalamazoo Brewing Company“ von Larry Bell gegründet wurde. Bell's Brewery ist die siebtgrößte Craft Brewery der USA und die Nummer 15 überhaupt. Ihre bekanntesten Marken sind Oberon und 2 Hearted. Neben seinem ursprünglichen Standort in der Innenstadt, zu dem auch das Eccentric Café gehört, betreibt die Brauerei eine große Produktionsstätte im nahen Comstock.
Weitere lokale Mikrobrauereien sind Boatyard Brewing, Bravo! Restaurant, Gonzo's BigDogg Brewery, Olde Peninsula Brewpub, One Well Brewing, Rupert's Brewhouse und Tibb's Brewing Company. 2014 eröffnete die Arcadia Brewing Company aus Battle Creek ein neues Brauhaus mit Restaurant.
In den letzten Jahren haben sich zwei Events um die wachsende Craft-Beer-Industrie entwickelt, die jährliche „Kalamazoo Beer Week“ im Januar und das „Kalamazoo On Tap Craft Beer Festival“ im Mai.
2015 wurde der Craft Beer Trail ins Leben gerufen, mit einem Passport zum Stempelsammeln. 2016 startete ein Shuttlebus zwischen einigen Brauereien und einer Distillerie (Kalamazoo Brew Bus) und ein Bierfahrrad-Service.

## Städtepartnerschaften
Kalamazoo unterhält Städtepartnerschaften mit folgenden Städten:
- Kingston (Jamaika)
- Puschkin (Russland)
- Numazu (Japan).

## Söhne und Töchter der Stadt
- Arthur Brown (1843–1906), Politiker
- Melville Best Anderson (1851–1933), Romanist, Italianist und Anglist
- Elia W. Peattie (1862–1935), Autorin und Journalistin
- Edna Ferber (1885–1968), US-amerikanische Schriftstellerin ungarischer Herkunft
- William Francis Murphy (1885–1950), römisch-katholischer Bischof von Saginaw
- Louis Brock (1892–1971), Filmproduzent, Filmregisseur und Drehbuchautor
- Frederick Weber (1905–1994), Moderner Fünfkämpfer und Fechter
- Stephen Dunwell (1913–1994), Computeringenieur
- Paul H. Todd (1921–2008), Politiker
- Norman Shumway (1923–2006), Kardiologe und Chirurg, Pionier der modernen Herztransplantation
- John Briley (1925–2019), Drehbuchautor und Filmproduzent
- Donald J. Bruggink (* 1929), reformierter Theologe
- James Stephen Sullivan (1929–2006), römisch-katholischer Bischof von Fargo
- James C. Lewis (* 1936), Biologe, Ökologe und Naturschützer
- Robert Lynn Carroll (1938–2020), Fachmann für paläozoische und mesozoische Amphibien und Reptilien
- John Woollam (* 1939), Physiker und Elektroingenieur
- Michael C. Reed (* 1942), Mathematiker
- Harold Reitsema (* 1948), Astronom
- Allan C. Spradling (* 1949), Genetiker
- Bill Hybels (* 1951), Gründer und Pastor der Willow Creek Gemeinde in South Barrington
- Narada Michael Walden (* 1952), Produzent, Schlagzeuger, Sänger und Songschreiber
- Lee Percy (* 1953), Filmeditor
- Nisi Shawl (* 1955), Autorin von Science-Fiction und Fantasy
- Don Dailey (1956–2013), Computerschachprogrammierer
- Polly Horvath (* 1957), Kinder- und Jugendbuchautorin
- Sherry Acker (* 1959), Tennisspielerin
- Terry Rossio (* 1960), Drehbuchautor
- David Means (* 1961), Schriftsteller
- Eric Fanning (* 1968), Stabschef des amerikanischen Verteidigungsministeriums
- Joseph McGinty McG Nichol (* 1968), Filmproduzent und Regisseur
- Jeffrey A. Wilson (* 1969), Paläontologe
- Danny Lewis (* 1970), Basketballspieler der NBA
- Teju Cole (* 1975), Schriftsteller
- Katie Schlukebir (* 1975), Tennisspielerin
- Huma Abedin (* 1976), politische Beraterin
- Anne E. Carpenter (* 1976), Wissenschaftlerin
- Kip Carpenter (* 1979), auf Kurzstrecken spezialisierter Eisschnellläufer
- Adam Hall (* 1980), Eishockeyspieler
- Alex Koroknay-Palicz (* 1981), Aktivist für die Rechte der Jugend
- Greg Jennings (* 1983), American-Football-Spieler der NFL
- Rachael Denhollander (* 1984), Juristin und Turnerin
- Scott Parse (* 1984), Eishockeyspieler
- Ryan Hurd (* 1986), Countrysänger
- Shannon Kane (* 1986), Schauspielerin und Model
- Scott Oudsema (* 1986), Tennisspieler
- Seth Troxler (* um 1986), Techno-DJ und Produzent
- Cathy Reed (* 1987), amerikanisch-japanische Eiskunstläuferin
- Chris Reed (1989–2020), Eiskunstläufer
- Mallory Comerford (* 1997), Schwimmerin
- Jordyn Jones (* 2000), Sängerin und Schauspielerin
- Ozan Baris (* 2004), Tennisspieler